# Odet de Coligny
Odet de Coligny de Châtillon (Châtillon-Coligny, 10 luglio 1517 – Canterbury, 21 marzo 1571) è stato un cardinale e vescovo cattolico francese, che si convertì al calvinismo.

## Biografia
Era figlio di Gaspard I de Coligny, primo maresciallo di Francia della casa di Coligny e di Louise de Montmorency, era fratello dell'ammiraglio Gaspard de Châtillon e di François de Coligny d'Andelot, uno dei capi della rivolta degli ugonotti.
Fu creato cardinale da papa Clemente VII il 7 novembre 1533 all'età di 16 anni. Il 10 novembre dello stesso anno ricevette la diaconia dei Santi Sergio e Bacco.
Fu amministratore apostolico dell'arcidiocesi di Tolosa dal 29 aprile 1534 fino al 20 ottobre 1550, fu anche vescovo-conte di Beauvais e pari di Francia a partire dal 20 ottobre 1535. In un primo tempo lottò contro l'insorgere del calvinismo nella diocesi di Beauvais, organizzando ad esempio alcune processioni.
Nel 1560 o nel 1561 si convertì alla Riforma. Nel 1562 l'Inquisizione lo dichiarò eretico. Dovette attendere il 31 marzo 1563 perché papa Pio IV confermasse la condanna per eresia, lo scomunicasse e lo privasse del cardinalato e della cattedra vescovile di Beauvais.
Nel 1564 prese in moglie Isabeau de Hauteville. Allo sposalizio indossò, su richiesta degli ugonotti, gli abiti cardinalizi.
Durante le guerre di religione, funse spesso da intermediatore fra la monarchia e i capi protestanti fra i quali figuravano i suoi due fratelli. Nel 1568, fu costretto a riparare in Inghilterra, dove morì nel 1571, avvelenato dal suo cameriere personale secondo una tradizione non verificata. Era l'ultimo cardinale superstite fra quelli creati da Clemente VII.
Fu sepolto nella cattedrale di Canterbury a titolo provvisorio in attesa del trasferimento dei suoi resti in Francia, che ancor oggi non è avvenuto.

## Conclavi
Durante il suo periodo di cardinalato, Odet de Coligny partecipò ai seguenti conclavi:
- conclave del 1549-1550, che elesse papa Giulio III
- conclave dell'aprile 1555, che elesse papa Marcello II
- conclave del maggio 1555, che elesse papa Paolo IV.

Non partecipò invece al conclave del 1559, che elesse papa Pio IV.

## Ascendenza
|                             |                            |                                   | Genitori                               |  |  | Nonni |  |  | Bisnonni                   |  |  | Trisnonni                |  |
|                             |                            |                                   |                                        |  |  |       |  |  | 8. Guillaume II de Coligny |  |  | 16. Jacques I de Coligny |  |
|                             |                            |                                   |                                        |  |  |       |  |  | 8. Guillaume II de Coligny |  |  | 16. Jacques I de Coligny |  |
|                             |                            | 17. Huguette de La Baume          |                                        |  |  |       |  |  | 8. Guillaume II de Coligny |  |  |                          |  |
| 4. Jean III de Coligny      |                            |                                   |                                        |  |  |       |  |  | 8. Guillaume II de Coligny |  |  |                          |  |
|                             |                            | 9. Catherine de Saligny           | 18. Jean II Lourdin de Saligny         |  |  |       |  |  |                            |  |  |                          |  |
|                             |                            | 9. Catherine de Saligny           | 18. Jean II Lourdin de Saligny         |  |  |       |  |  |                            |  |  |                          |  |
|                             |                            | 9. Catherine de Saligny           | 19. Jeanne Braque                      |  |  |       |  |  |                            |  |  |                          |  |
| 2. Gaspard I de Coligny     |                            | 9. Catherine de Saligny           |                                        |  |  |       |  |  |                            |  |  |                          |  |
|                             |                            | 10. Pierre de Courcelles          | 20. Jean de Courcelles                 |  |  |       |  |  |                            |  |  |                          |  |
|                             |                            | 10. Pierre de Courcelles          | 20. Jean de Courcelles                 |  |  |       |  |  |                            |  |  |                          |  |
|                             |                            | 10. Pierre de Courcelles          | 21. Jeanne de Fontenay                 |  |  |       |  |  |                            |  |  |                          |  |
| 5. Éléonore de Courcelles   |                            | 10. Pierre de Courcelles          |                                        |  |  |       |  |  |                            |  |  |                          |  |
|                             |                            | 11. Pregente de Melun-la-Borde    | 22. Jean IV de Melun                   |  |  |       |  |  |                            |  |  |                          |  |
|                             |                            | 11. Pregente de Melun-la-Borde    | 22. Jean IV de Melun                   |  |  |       |  |  |                            |  |  |                          |  |
|                             |                            | 11. Pregente de Melun-la-Borde    | 23. Isabelle Savoisy                   |  |  |       |  |  |                            |  |  |                          |  |
| 1. Odet de Coligny          |                            | 11. Pregente de Melun-la-Borde    |                                        |  |  |       |  |  |                            |  |  |                          |  |
|                             | 12. Jean II de Montmorency | 24. Jacques de Montmorency        |                                        |  |  |       |  |  |                            |  |  |                          |  |
|                             | 12. Jean II de Montmorency | 24. Jacques de Montmorency        |                                        |  |  |       |  |  |                            |  |  |                          |  |
|                             | 12. Jean II de Montmorency | 25. Philippe de Melun             |                                        |  |  |       |  |  |                            |  |  |                          |  |
| 6. Guillaume de Montmorency | 12. Jean II de Montmorency |                                   |                                        |  |  |       |  |  |                            |  |  |                          |  |
|                             |                            | 13. Marguerite d'Orgemont         | 26. Pierre III d'Orgemont              |  |  |       |  |  |                            |  |  |                          |  |
|                             |                            | 13. Marguerite d'Orgemont         | 26. Pierre III d'Orgemont              |  |  |       |  |  |                            |  |  |                          |  |
|                             |                            | 13. Marguerite d'Orgemont         | 27. Jacqueline Paynel                  |  |  |       |  |  |                            |  |  |                          |  |
| 3. Louise de Montmorency    |                            | 13. Marguerite d'Orgemont         |                                        |  |  |       |  |  |                            |  |  |                          |  |
|                             |                            | 14. Guyot Pot                     | 28. Jacques Pot                        |  |  |       |  |  |                            |  |  |                          |  |
|                             |                            | 14. Guyot Pot                     | 28. Jacques Pot                        |  |  |       |  |  |                            |  |  |                          |  |
|                             |                            | 14. Guyot Pot                     | 29. Marguerite de Cortiambles          |  |  |       |  |  |                            |  |  |                          |  |
| 7. Anne Pot                 |                            | 14. Guyot Pot                     |                                        |  |  |       |  |  |                            |  |  |                          |  |
|                             |                            | 15. Marie de Villiers l'Isle-Adam | 30. Jacques de Villiers de l'Isle-Adam |  |  |       |  |  |                            |  |  |                          |  |
|                             |                            | 15. Marie de Villiers l'Isle-Adam | 30. Jacques de Villiers de l'Isle-Adam |  |  |       |  |  |                            |  |  |                          |  |
|                             |                            | 15. Marie de Villiers l'Isle-Adam | 31. Jeanne de Clermont-Nesle           |  |  |       |  |  |                            |  |  |                          |  |
|                             |                            | 15. Marie de Villiers l'Isle-Adam |                                        |  |  |       |  |  |                            |  |  |                          |  |